# August Ruyssevelt
Petrus Augustinus Ruyssevelt (ur. 4 listopada 1896 w Antwerpii, zm. ?) – belgijski piłkarz grający na pozycji obrońcy. Był reprezentantem Belgii.

## Kariera klubowa
Prawie całą swoją karierę piłkarską Ruyssevelt spędził w klubie Beerschot VAC, w którym w 1919 roku zadebiutował w pierwszej lidze belgijskiej i grał w nim do 1931 roku. Wraz z Beerschotem wywalczył pięć tytułów mistrza Belgii w sezonach 1921/1922, 1923/1924, 1924/1925, 1925/1926 i 1927/1928 oraz trzy wicemistrzostwa Belgii w sezonach 1922/1923, 1926/1927 i 1928/1929.

## Kariera reprezentacyjna
W reprezentacji Belgii Ruyssevelt zadebiutował 11 kwietnia 1926 w przegranym 3:4 towarzyskim meczu z Francją, rozegranym w Paryżu. W 1928 roku był w kadrze Belgii na Igrzyska Olimpijskie w Amsterdamie. Od 1926 do 1928 roku rozegrał 2 mecze w kadrze narodowej.